# دوايت جونسون (لاعب كرة قدم أمريكية)
دوايت جونسون (بالإنجليزية: Dwight Johnson)‏ هو لاعب كرة قدم أمريكية أمريكي، ولد في 30 يناير 1977 في واكو في الولايات المتحدة.

## وصلات خارجية
- دوايت جونسون على موقع مرجع كرة القدم المحترفة.كوم (الإنجليزية)